# Neuhof (Straßburg)

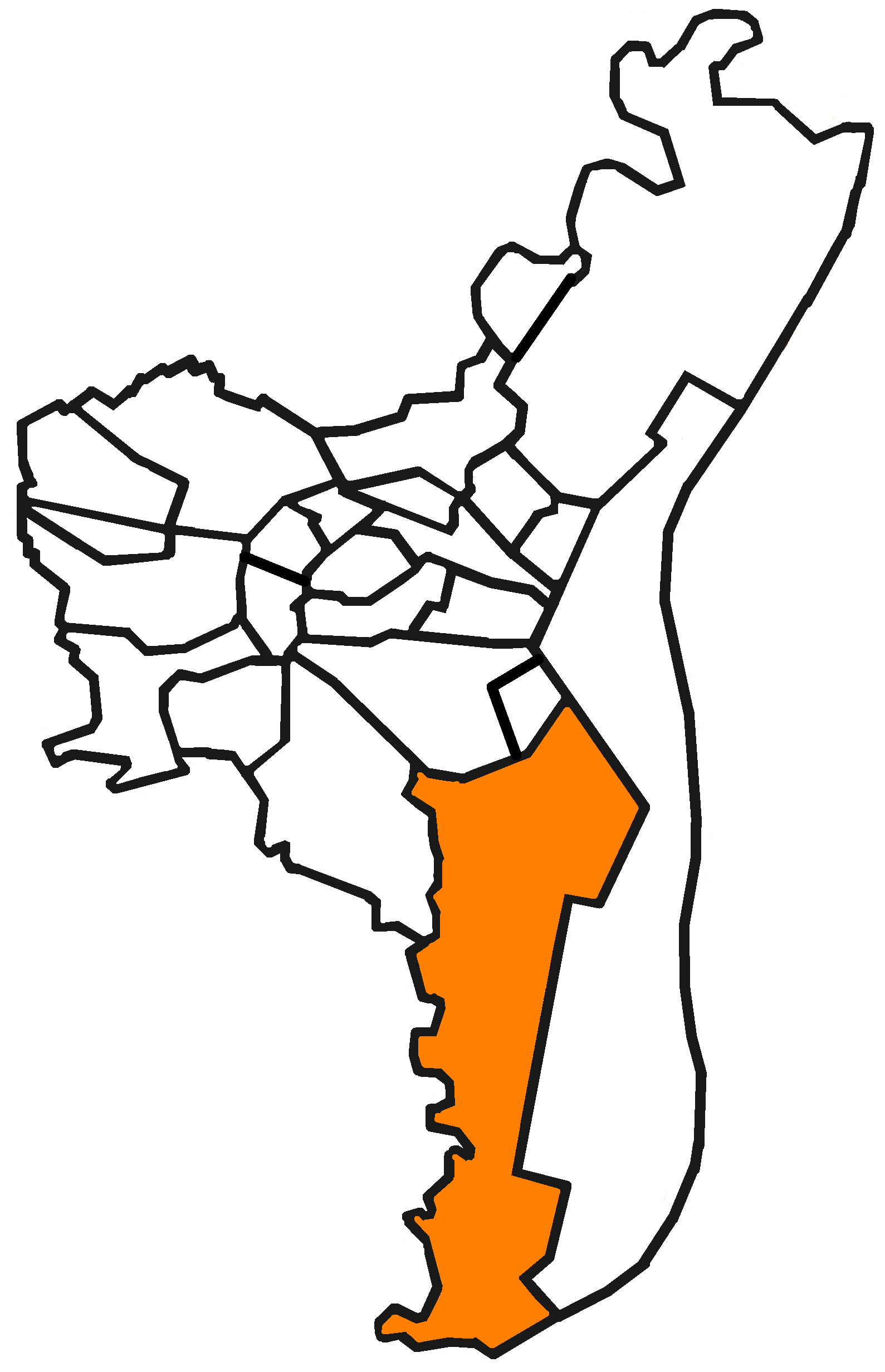
Straßburg-Neuhof

Neuhof ist einer der 14 Stadtteile (Quartiers) der Hauptstadt der im Osten Frankreichs gelegenen Region Elsass, Straßburg.

## Geographie
Der Straßburger Stadtteil Neuhof liegt vier Kilometer südlich der Innenstadt von Straßburg und südlich des Stadtteils Neudorf.

## Geschichte
Die Neue Vaterländische Geschichte berichtet von einer großen Überschwemmung infolge anhaltenden Regenwetters am 10. Januar 1802, sich anschließenden Schneefalls und Erdbebens in der Region, worunter zahlreiche Gemeinden der näheren Umgebung einschließlich Neuhof zu leiden gehabt hätten. Ertrunken seien damals sieben Menschen, 118 Pferde, 345 Stück Rindvieh, 113 Kälber, 353 Schweine, 721 Hammel. 29 Häuser seien eingestürzt, etwa 200 weitere stark beschädigt.
Im Jahre 1825 wurde „auf dem Neuhof“ bei Straßburg von dem einstigen Tischlermeister in Straßburg Philipp Jacob Wurtz eine „Erziehungsanstalt für arme, vernachlässigte Kinder“ gegründet. Die Schule wurde im Juni des Jahres mit 12 Kindern eröffnet.
Im Jahr 1853 betrug die Zahl der Zöglinge des Rettungshauses beiderlei Geschlechts 92. In den 26 ersten Jahren seines Bestehens wurden 291 Zöglinge aufgenommen. „Durch diese Anstalt ist der Neuhof weithin berühmt geworden“, heißt es in den Mittheilungen aus der Geschichte der evangelischen Kirche des Elsasses.

Alter Grabstein von 1905/1911 auf dem Friedhof von Neuhof

Neuhof südlich von Straßburg und südlich von Neudorf auf einem Übersichtsplan der Umgebung von Straßburg (oben rechts im Bild) aus der Zeit um die Wende zum 20. Jahrhundert

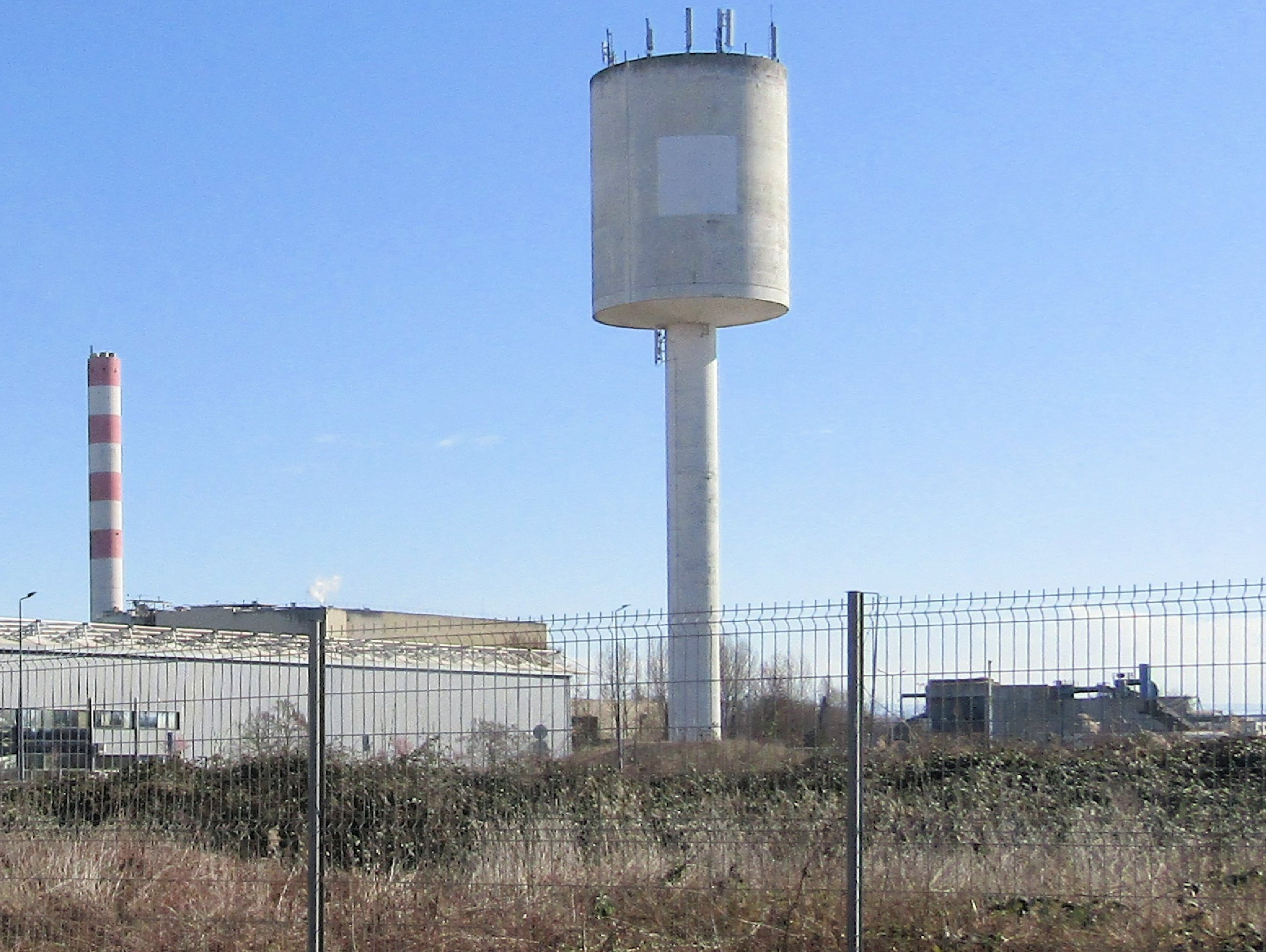
Wasserturm am Rheinhafen

Obgleich die Neuhofanstalt ihren Hausgottesdienst hatte, welchem auch Auswärtige beiwohnen konnten, so blieb doch immer noch eine Hauptsache zu wünschen übrig für diese von der Stadt auf mehr als eine Stunde entfernte Gemeinde. Es fehlte an geregeltem Gottesdienste in dem Dorfe selber und an der Seelsorge. Eine genauere geistliche Aufsicht konnte nicht Statt finden, wo es Jedem frei stand, sich zu dieser oder jener der sieben evangelischen Stadtkirchen zu halten, oder irgend einen der Stadtgeistlichen sich als Beichtvater zu erwählen.
Im Laufe des 19. Jahrhunderts begann die Industrialisierung des vorher landwirtschaftlich geprägten Dorfes Neuhof. Es siedelten sich nacheinander Getreidemühlen, Tabakfabriken, Wäschereien, Färbereien, Hanfmühlen, Gerbereien, Zichorienfabriken und Leimfabriken an. Zwischen 1812 und 1900 wuchs die Bevölkerung von 1000 auf 3000 Einwohner an. Mitte des 19. Jahrhunderts wurden auch zwei Kirchen – die heutige Église protestante de Neuhof und die katholische Église Saint-Ignace de Strasbourg – und zwei Schulen gebaut, wodurch sich Neuhof zu einem vollwertigen Stadtteil von Straßburg entwickelte. Am 2. Mai 1851 wurde der Neuhof zu einer eigenständigen evangelischen Pfarrei erhoben, mit dem Filial Neudorf. Kirchenälteste wurden nun wie gesetzlich vorgeschrieben gewählt, und am Sonntag, dem 14. September 1851, wurde die Einweihung der neuen Kirche und die Einführung des ersten Pfarrers, Eugen Ehrhardt, gefeiert.
Im Jahr 1910 wurde im Süden des ehemaligen Dorfes die Gartenstadt Stockfeld mit 450 Wohnungen gebaut. Zunächst fanden hier diejenigen Innenstadtbewohner eine neue Heimat, deren Wohnungen durch den Bau der Ringstraße (Grande-Percée) zerstört worden waren. 1930 wurde der Bau der Gartenstadt mit der Cité Ribot abgeschlossen, die 250 Wohneinheiten umfasst.
Zwischen 1950 und 1972 wurden schließlich 4000 Wohnungen in Großwohnsiedlungen im Polygone im Norden des Stadtviertels errichtet. Der Neuhof verdoppelte seine Bevölkerungszahl und der Charakter des Stadtviertels veränderte sich nachhaltig: Seither gibt es im Neuhof die größte Konzentration an Sozialwohnungen (HLM - habitation à loyer modéré) im Großraum Straßburg. Seit 2001 finden im Neuhof umfangreiche Sanierungsmaßnahmen statt.
Schon 1885 wurden einige Strecken der Straßenbahn Straßburg in die Stadtviertel Königshofen, Robertsau, Neuhof sowie nach Wolfisheim eröffnet. Der Stadtrat unter Bürgermeister Pierre Pflimlin beschloss am 26. November 1979 den Bau einer Stadtbahn. Vorgesehen waren zwei Strecken, die im Süden – in Illkirch-Graffenstaden und Neuhof – ihren Ausgangspunkt nehmen und sich an der Station Place de l’Étoile zu einer Stammstrecke vereinigen sollten. Die Stammstrecke sollte die Innenstadt weitgehend unterirdisch queren. Geplant war der Bau eines 1300 m langen Tunnels mit drei Stationen einschließlich der Endhaltestelle Gare Centrale. Die vollständige Betriebseröffnung war für Juli 1986 geplant. Im Jahr 2007 wurden mehrere neue Strecken der Straßenbahn Straßburg durch Neudorf und Neuhof in Betrieb genommen.

Quartier Lizé

Das 1992 in Straßburg aufgestellte Eurokorps ist in den drei Neuhofer Quartiers Aubert de Vincelles, Lizé und Lyautey, einem ehemaligen Krankenhaus-Standort, untergebracht. Das Eurokorps ist in erster Linie ein militärisches Hauptquartier, das aus einem Stab mit Unterstützungseinheiten mit etwa tausend Bediensteten besteht. Der Stab ist jeweils zu einem Viertel mit Franzosen, Deutschen, Spaniern und Belgiern besetzt. Im Krisenfall kann das Korps auch Kampftruppen bereitstellen: insgesamt 60.000 Soldaten. 1907 wurde die erste Kaserne in Neuhof eröffnet, die „Neue Feldartilleriekaserne“ im Norden des Stadtviertels. Nach der Rückkehr des Elsass zu Frankreich 1918 wurde die Kaserne in Quartier Lizé umbenannt. Der nördliche Teil des Geländes wurde 1933 zum Quartier Lyautey, hier befand sich zwischen 1945 und 1996 ein Militärkrankenhaus. Der westliche Teil wurde das Institut universitaire de Formation des maîtres untergebracht. Im Jahre 1913 wurde im Osten des Stadtviertels am Rand des Flugplatzes Polygone eine weitere Kaserne errichtet, die ursprünglich das Fliegerbataillon Nr. 4 beherbergen sollte, sie wurde nach 1918 zunächst Caserne Guynemer, dann Quartier Aubert de Vincelles genannt, seit 1993 befindet sich dort der Generalstab des Eurokorps.
Das Straßburger Viertel Neuhof ist für Krawalle in der Silvesternacht berüchtigt: Mit Beginn Januar 2001 wurden in Neuhof wie auch sonst in Straßburg reihenweise Autos in Brand gesetzt. Für den Großraum Straßburg ist von 1260 Autos die Rede, die in Rauch aufgegangen sein sollen. Dort gab es auch Anfang April 2009 die ersten gewalttätigen Auseinandersetzungen wegen des NATO-Gipfels. Am Vorabend des Gipfels kam es zu Auseinandersetzungen, als sich 600 NATO-Gegner eine Straßenschlacht mit der Polizei lieferten.

### Demographie
| Jahr | Einwohner | Anmerkungen                                          |
| ---- | --------- | ---------------------------------------------------- |
| 1808 | 902       | [ 7 ]                                                |
| 1880 | 1839      | am 1. Dezember, in 267 Wohnhäusern                   |
| 1890 | 2115      | , nach anderen Angaben am 1. Dezember 2277 Einwohner |
| 1905 | 3401      | [ 12 ]                                               |
| 1910 | 4489      | [ 13 ]                                               |

Der Stadtteil hat heute rund 20.000 Einwohner. Große Teile des Stadtviertels gelten heute als soziale Brennpunkte: In Neuhof leben 13.000 Einwohner in Großwohnsiedlungen in Plattenbauweise, so genannten Cités. Viele Wohntürme in Neuhof sind mit Graffiti besprüht und mit Namen beschmiert. An den vergitterten Erdgeschossen bröckelt Putz.

## Bekannte Personen aus Neuhof
- Georg Bertsch (* 13. März 1874 in Niederhausbergen; † 22. September 1938 in Straßburg), evangelischer Geistlicher und Theologe in Elsass und Lothringen, 1914–1919 Pfarrer in Rappoltsweiler, 1919–1923 Vereinsgeistlicher der Evangelischen Gesellschaft, 1923–1938 Hausvater der Neuhof-Anstalt und zugleich 1925–1938 Pfarrer von Mittelhausen mit Wohnsitz auf dem Neuhof
- Carl Theodor Krafft (* 12. Mai 1814 als Sohn von Philipp Jakob Krafft; † 21. Januar 1877), Anstaltsdirektor, studierte auf Lehramt in Straßburg, Seminarist ab 9. November 1832, demissioniert 1836, Collaborator in Straßburg, 1839 Lehrer in Allenweiler, 1842 in Neuhof, 1847 Direktor der dortigen Waisenanstalt
- Theodor Krafft (* 25. Dezember 1851 in Neuhof), evangelischer Geistlicher und Theologe in Elsass und Lothringen
- Philipp Jacob Wurtz (* 19. Oktober 1745 in Straßburg; † 23. Juni 1828 in Neuhof), Hauptstifter der Rettungsanstalt verlassener Kinder auf dem Neuhof
- Jonathan Schmid (* 1990 in Straßburg), französisch-österreichischer Fußballspieler, wuchs in Neuhof auf